# 太平镇 (长春市)
太平镇，是中华人民共和国吉林省长春市双阳区下辖的一个乡镇级行政单位。

## 行政区划
太平镇下辖以下地区：
贺家村、沃土村、长山村、二道村、桦木村、将军村、小河村、小石村、板石村、太平村、田家村、土顶村、一面山村、三道村、土门村、太阳村、白杨树村、长炮村、齐瓦房村、肚带河村、治国村和新村。